# Tianyu (köpinghuvudort i Kina, Jiangxi Sheng, lat 27,14, long 115,05)
Tianyu är en köpinghuvudort i Kina. Den ligger i provinsen Jiangxi, i den sydöstra delen av landet, omkring 190 kilometer sydväst om provinshuvudstaden Nanchang. Antalet invånare är 14 575. Befolkningen består av 6 942 kvinnor och 7 633 män. Barn under 15 år utgör 22,0 %, vuxna 15-64 år 70 %, och äldre över 65 år 7,0 %.
Runt Tianyu är det ganska tätbefolkat, med 160 invånare per kvadratkilometer. Närmaste större samhälle är Jizhou, 5,7 km väster om Tianyu. I omgivningarna runt Tianyu växer i huvudsak blandskog.
Genomsnittlig årsnederbörd är 2 089 millimeter. Den regnigaste månaden är juni, med i genomsnitt 356 mm nederbörd, och den torraste är oktober, med 23 mm nederbörd.